# Domingo Hernández Guanche
Domingo Hernández Guanche (Santa Cruz de Tenerife, 11 de febrer de 1973) és un futbolista canari, que ocupa la posició de porter.
Sorgit del planter del CD Tenerife, Domingo va actuar en un partit de la campanya 96/97, a la màxima categoria i contra l'Hèrcules CF. Va ser el seu únic encontre de lliga amb els tinerfenys.
La resta de la seua carrera prossegueix per equips de la Tercera divisió canària, sobretot a l'AD Laguna.